# Ángel Ávila Romero
Ángel Clemente Ávila Romero (Ciudad de México, 26 de julio de 1980), conocido como Ángel Ávila Romero, es un politólogo mexicano, que fue Presidente interino del Partido de la Revolución Democrática en 2018. 
De 2008 a 2011 fue Secretario de Asuntos Juveniles del Comité Ejecutivo Nacional, posteriormente fue nombrado Presidente del Consejo Nacional del Partido de la Revolución Democrática en el año 2014, cargo que dejó el 9 de diciembre de 2017 al ser nombrado Secretario General del mismo partido. Fue presidente del Comité Ejecutivo Nacional del 22 de octubre al 9 de diciembre de 2018, desde el 10 de diciembre miembro de la Dirección Nacional Extraordinaria del partido.

## Primeros años
Desde muy joven comenzó su carrera política como Brigadista del Sol del PRD en la campaña a la jefatura de gobierno del Distrito Federal del Ing. Cuauhtémoc Cárdenas. Posteriormente fue coordinador de jóvenes de la agrupación política nacional Causa Ciudadana.
Estudió la licenciatura en ciencias políticas en la Facultad de Ciencias Políticas y Sociales de la Universidad Nacional Autónoma de México, titulándose con mención honorífica. Durante su estadía en la universidad, fue consejero estudiantil de su facultad, locutor del programa de radio Compartiendo experiencias 2000-2003.
Posteriormente, ingresó de lleno en las actividades políticas del PRD como Dirigente Nacional de Juventudes de Izquierda (2008-2011) y posteriormente como secretario particular de Jesús Zambrano Grijalva, presidente del PRD, entre 2011 y 2014.

## Trayectoria política
En 2014 fue nombrado presidente del Consejo Nacional del Partido de la Revolución Democrática. Desde esta posición le tocó recibir y darle trámite a la renuncia de Agustín Basave a la presidencia del CEN del PRD el 11 ene. 2016.
La presidencia del Consejo Nacional la dejó el 9 de diciembre de 2017 para convertirse en el secretario general del CEN del PRD, durante la presidencia de Manuel Granados Covarrubias.
Su labor al frente del partido es co-instrumentar el proceso electoral de 2018 que comienza con la puesta en marcha de la coalición Por México al Frente constituida el 8 de diciembre (un día antes de tomar posesión de la presidencia del PRD).
Ante la renuncia de Manuel Granados Covarrubias el 22 de octubre de 2018, Ángel Ávila queda como presidente provisional del PRD .En 2021 fue nombrado representante del PRD ante el Instituto Nacional Electoral y actuó como vocero del partido en medios de comunicación.